# Kleinblittersdorf
Kleinblittersdorf (fr. Kleinbliederstroff) – miejscowość i gmina w zachodnich Niemczech, w kraju związkowym Saara, w związku regionalnym Saarbrücken.

## Współpraca
Miejscowości partnerskie:
- Behringen – dzielnica gminy Hörselberg-Hainich, Turyngia
- Grosbliederstroff, Francja
- Sucé-sur-Erdre, Francja